# 富岡仮乗降場

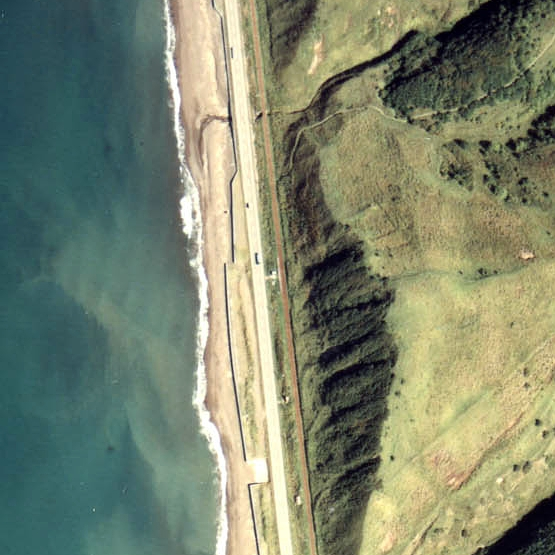
1977年の富岡仮乗降場と周囲約500m範囲。上が羽幌方面。鬼鹿富岡地区のある谷筋入口（写真下方面）からは約800m程も離れた人家の無い海縁に、何故に設置されたのか怪訝さえ感じさせるような辺鄙な所にある。かつては旧国道と浜との間に何軒かの人家があった。国道からホームへの短い小道の横に待合室が見える。

富岡仮乗降場（とみおかかりじょうこうじょう）は、かつて北海道（留萌管内）留萌郡小平町字鬼鹿富岡に存在した、日本国有鉄道（国鉄）羽幌線の仮乗降場（廃駅）である。羽幌線の廃線に伴い、1987年（昭和62年）3月30日に廃駅となった。

## 歴史
- 1956年（昭和31年）5月13日 - 日本国有鉄道（国鉄）羽幌線の富岡仮乗降場（局設定）として開業[1]。
- 1987年（昭和62年）3月30日 - 羽幌線の全線廃止に伴い、営業を停止、廃止となる[1]。

### 仮乗降場名の由来
当地はもともとアイヌ語で「ポントトマ」（小さい滝のある所、の意とされる）と呼ばれていたが、1936年（昭和11年）の字名改正でここが丘陵地帯であることから「富む岡」にしたい、との意でこの名称となったとされている。

## 駅構造
廃止時点で、1面1線の単式ホームを有する地上駅であった。また、廃止時まで仮乗降場であり、無人駅であった。

## 駅周辺
- 国道232号（天売国道/日本海オロロンライン）
- 小椴子川

## 駅跡
当仮乗降場の遺構は現在、何も残されていない。草叢と化している。
また、2011年（平成23年）時点では当仮乗降場跡附近の小椴子川にコンクリート造りの橋台及び築堤が残存している。なお、別の沢にもコンクリート造りの橋台が残存している。

## 隣の駅
日本国有鉄道
羽幌線
大椴駅 - 富岡仮乗降場 - 鬼鹿駅